# Melanoplus dodgei
Melanoplus dodgei är en insektsart som först beskrevs av Thomas, C. 1871.  Melanoplus dodgei ingår i släktet Melanoplus och familjen gräshoppor. Inga underarter finns listade i Catalogue of Life.